# Elliott Lieb
Pour les articles homonymes, voir Lieb.
Elliott H. Lieb, né le 31 juillet 1932 à Boston au Massachusetts, est un physicien américain, professeur de mathématiques et physique à l'université de Princeton. Ses spécialités sont la mécanique statistique, la théorie de la matière condensée et l'analyse fonctionnelle. Son travail porte en particulier sur la stabilité de la matière, la structure atomique, la théorie du magnétisme et le modèle de Hubbard.

## Distinctions

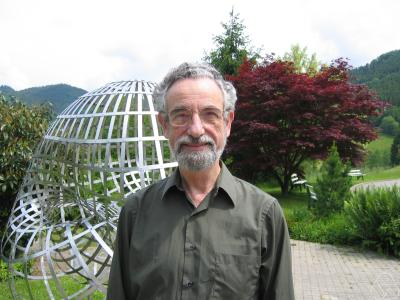
Elliott Lieb en 2004 à Oberwolfach

- Prix Dannie Heineman pour la physique mathématique (1978)
- Prix George David Birkhoff (1988)
- Médaille Max-Planck (1992)
- Docteur honoris causa de l'École polytechnique fédérale de Lausanne (1995)
- Président de l'International Association of Mathematical Physics (1997-1999)
- Médaille Boltzmann (1998)
- Prix Schock en mathématiques (2001)
- Prix Henri-Poincaré (2003)
- Medal for Exceptional Achievement in Research, American Physical Society (2022)
- Prix Carl-Friedrich-Gauss (2022)[1]
- Prix de Kyoto (2023)